# لن افعل مايقوله كوروساكي كن
لن افعل مايقوله كوروساكي كن هي مانغا شوجو يحكي قصة احداث وقعت في المدرسة الثانويه اصدر منها فيلم وأنمي أيضاً.

## القصة
```
يو 
فتاة
 عادية التي كان لديها الاراده لتتغير. عندما دخلت 
الثانوية
 وقعت في 
حب
 
فتى
 وسيم ملقب ب «
الأمير
 
الأبيض
» لكنها أيضا كانت حذرة من 
الشرير
 الملقب ب «
بالشيطان
 
الأسود
»
```

## الشخصيات
```
* 
```

### Kurosaki
- لقبه: الشيطان الاسود
- العمر: 17-18
- وهو فتى يكون مخيف بالبداية لكن بعد ان يلتقي بيو يصبح مشهورا وكل الفتيات يحبونه

### Takumi
- لقبه: الأمير الابيض
- العمر: 16-17
- فتى لطيف كل الفتيات معجبات به يحب التقرب للفتيات ومغازلتهم هو قلبه طيب لكنه ليس من شخصياتي المفضلة

### يوكي
- اللقب: ليس لديها لكنها تتميز بلون شعر رائع
- العمر: 16-17
- فتاة لطيفة ومحبوبه مشرقه ذات ماضي يائس وتحاول الحصول على مستقبل أفضل

## وصلات خارجية
- لن افعل مايقوله كوروساكي كن على موقع ANN manga (الإنجليزية)

- https://aminoapps.com/c/anime-empire-1/page/item/ln-f-l-m-yqwlh-kwrwsky/7876_2hNI4wl8mPv6BMgaxjwaDZoBv2kr
- https://aminoapps.com/c/anime-empire-1/page/blog/ania-lani-afu-unla-mana-yiquwunlahw-khwunrwunsiakhyi-khni/Nnkp_bHMu3zVo6bGmxVRWebkzLx3z2QaE
- https://www.wattpad.com/story/141058998-kurosaki-kun-no-ni-nante-naranai-%D9%85%D8%A7%D9%86%D8%AC%D8%A7-%D9%84%D9%86-%D8%A7%D9%81%D8%B9%D9%84-%D9%85%D8%A7